# Autolytus brevicirrata
Autolytus brevicirrata är en ringmaskart som beskrevs av Winternitz 1936. Autolytus brevicirrata ingår i släktet Autolytus och familjen Syllidae. Inga underarter finns listade i Catalogue of Life.